# Jolon (Califórnia)
Jolon é uma comunidade não incorporada  do Condado de Monterey, na Califórnia. Está localizada a 17 milhas a sul de King City a uma altitude de 971 pés (296 m). Jolon fica no Vale do Salinas em uma área rural a 6 milhas de Mission San Antonio de Padua  e é parte do Forte Hunter Liggett 